# Serhij Perepadenko
Serhij Ołeksandrowycz Perepadenko, ukr. Сергій Олександрович Перепаденко, ros. Сергей Александрович Перепаденко, Siergiej Aleksandrowicz Pieriepadienko (ur. 26 maja 1972 w Zaporożu) – ukraiński piłkarz, grający na pozycji napastnika, a wcześniej pomocnika. Jego starszy brat Hennadij Perepadenko również jest profesjonalnym piłkarzem.

## Kariera piłkarska

### Kariera klubowa
W 1989 rozpoczął karierę piłkarską w rodzimym klubie Torpedo Zaporoże. W 1990 razem z bratem przeniósł się do Spartaka Moskwa, ale występował przeważnie w drużynie rezerwowej. W 1993 podpisał kontrakt z hiszpańskim CD Badajoz, gdzie również występował jego brat. Nie zagrał żadnego meczu i w 1994 powrócił do Rosji, gdzie został piłkarzem Lokomotiwu Moskwa. W 1997 roku ponownie wyjechał do Hiszpanii, gdzie bronił barw amatorskiej drużyny UD Vista Alegre Castelldefels, którą przez pewien czas trenował jego brat. W 2007 zakończył karierę piłkarską. Obecnie mieszka razem z bratem w Hiszpanii, gdzie prowadzą firmę.

## Sukcesy i odznaczenia

### Sukcesy klubowe
- wicemistrz ZSRR: 1991
- zdobywca Pucharu ZSRR: 1992
- wicemistrz Rosji: 1995
- brązowy medalista Mistrzostw Rosji: 1994